# Kōdansha

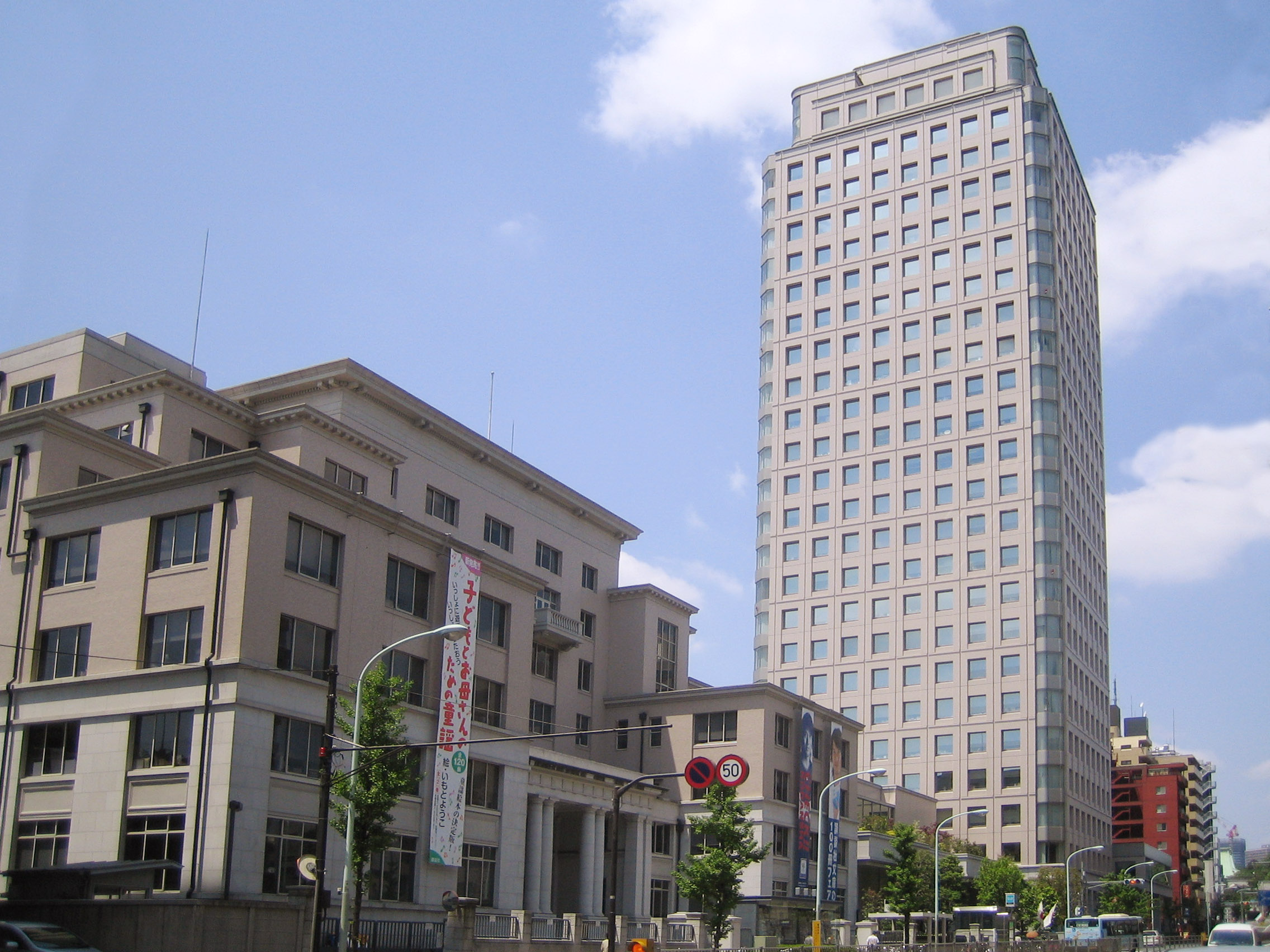
Tòa văn phòng trụ sở của Kodansha

Công ty cổ phần Kōdansha (株式会社講談社, かぶしきがいしゃ こうだんしゃ, Kabushiki-gaisha Kōdansha - Chu thức Hội xã Giảng Đàm Xã) là nhà xuất bản lớn nhất tại Nhật Bản, trụ sở đặt tại Bunkyo, Tokyo. Kodansha chuyên xuất bản các tạp chí truyện tranh như Nakayoshi (なかよし), Afternoon (アフタヌーン), Shūkan Shōnen Magajin (週刊少年マガジン, しゅうかんしょうねんマガジン), cũng như các tạp chí văn học như Gunzo (群像, ぐんぞう), Shūkan Gendai (週刊現代, しゅうかんげんだい), và từ điển tiếng Nhật Nihongo Daijiten (日本語大辞典, にほんごだいじてん).

## Lịch sử
Kodansha thành lập năm 1909 do Seiji Noma, phụ thuộc Dai-Nippon Yūbenkai (大日本雄辯會, だいにっぽんゆうべんかい, âm Hán Việt: Đại Nhật Bản hùng biện hội).  Ấn phẩm đầu tiên Kodansha cho ra mắt là tạp chí Yūben (雄辯, Hùng biện). Tên Kodansha (được lấy từ "Kōdan Club" ("Câu lạc bộ giảng đàm"), một tạp chí hiện không còn được xuất bản của công ty) được sử dụng lần đầu năm 1911 khi nhà xuất bản này chính thức sáp nhập với Dai-Nippon Yūbenkai. Tên hợp pháp hiện tại của công ty được sử dụng từ năm 1958. Khẩu hiểu của Kodansha là "Omoshirokute tame ni naru" (面白くてためになる "Trở nên thú vị và có ích").
Công ty cũng sở hữu tập đoàn Otowa, chuyên quản lý các công ty con như King Records và Kobunsha, xuất bản tờ nhật báo tin tức Nikkan Gendai. Nó cũng có quan hệ mật thiết với Công ty Walt Disney, và là nhà tài trợ chính thức của công viên chủ đề Tokyo Disneyland.
Là nhà xuất bản lớn nhất Nhật Bản, với doanh thu hàng năm trên 200 tỷ yên. Tuy nhiên do tình trạng suy thoái kinh tế ở Nhật cùng với sự đi xuống trong ngành công nghiệp xuất bản, các khoản doanh thu đang dần giảm đi, dẫn đến sự thua lỗ lần đầu tiên kể từ khi kết thúc Chiến tranh thế giới thứ hai trong năm tài chính 2002. Nhà xuất bản lớn thứ hai ở Nhật, Shogakukan, cũng đang dần bắt kịp về mặt doanh thu – trong năm tài chính 2003, doanh thu của Kodansha là 167 tỷ ¥, so với 150 tỷ ¥ của Shogakukan, khoảng cách chỉ là khoảng 17 tỷ ¥; trong khi vào thời kỳ hưng thịnh, Kodansha thường bỏ xa Shogakukan với trên 50 tỷ ¥.
Kodansha cũng tài trợ Kōdansha Manga Shō (講談社漫画賞 "Giải thưởng Manga Kōdansha"), hoạt động trên mô hình như hiện tại từ năm 1977 (từ năm 1960 đến trước đó giải thưởng mang tên khác).
Trụ sở Kodansha ở Tokyo nổi tiếng trong giới kiếm đạo Nhật Bản hàng thập kỷ qua bởi cũng là nơi đặt đạo trường kiếm đạo Noma Dojo, hay dōjō, thành lập bởi Seiji Noma (cũng là người sáng lập công ty) năm 1925. Giới truyền thông Nhật mô tả Dōjō, đạo trường duy nhất còn lại có kiểu đặc trưng như của nó, là một "chốn linh thiêng" đối với các học viên kiếm đạo, nhiều người tư tưởng bảo thủ xem nó là một ví dụ vô giá của kiến trúc võ thuật. Tuy nhiên, vào tháng 11 năm 2007 Kodansha đã dỡ bỏ đạo trường này, thay vào đó là một khu luyện tập ở một tòa nhà phức hợp mới gần đó.

## Mối quan hệ với các công ty khác
Công ty nắm giữ cổ phần của nhiều đài truyền thông khắp Nhật Bản, và có thông tin cho rằng nó hiện chiếm khoảng 20% cổ phần của tập đoàn TBS. Cùng với Kobunsha, nó cũng có cổ phần của công ty Nippon Cultural Broadcasting. Trong cuộc chiến tranh giành Nippon Broadcasting System gần đây giữa Livedoor và Fuji TV, Kodansha đứng về phía Fuji TV khi bán cổ phiếu của công ty này cho họ.
Kodansha cũng quan hệ đôi chút đối địch với NHK, hãng truyền thông quốc gia. Trong khi nhiều manga và tiểu thuyết xuất bản bởi Kodasha được chuyển thể thành anime, như Cardcaptor Sakura, phát sóng trong khung giờ Eisei Anime Gekijō của NHK, cùng với việc Kodansha đã xuất bản một tạp chí hướng dẫn cho show truyền hình dành cho trẻ em Okāsan to Issho của NHK, hai công ty lại thường xuyên lời qua tiếng lại trên phương diện xã luận.Số phát hành của tờ Gendai tháng 10 năm 2000 tố cáo NHK đã dàn dựng cảnh đánh bắt cá bằng thuốc nổ ở Indonesia trong một chương trình tin tức vào năm 1997. Vì sự việc này, NHK đã kiện Kodansha ra tòa án Tokyo, Kodansha bị phán quyết phải đăng lời xin lỗi đồng thời bị buộc phải bồi thường thiệt hại cho NHK 4 triệu ¥. Kodansha sau đó đề nghị hòa giải, kết quả là họ chỉ phải đăng lời rút lại, mà không phải trả khoản bồi thường nào . Tuy nhiên phán quyết này đã không ngăn cản được tờ báo cùng nguồn với Gendai, tạp chí Shūkan Gendai đăng những bài viết về các tranh cãi quanh việc dàn dựng cảnh, kéo dài sự nhùng nhằng với NHK.

## Xuất bản
- Gunzo, nguyệt san văn học
- Arya bàn bên thỉnh thoảng lại trêu ghẹo tôi bằng tiếng Nga (anime 2024)